# Балканці (Великотирновська область)
Балка́нці (болг. Балканци) — село у Великотирновській області Болгарії. Входить до складу общини Стражиця.

## Населення
За даними перепису населення 2011 року у селі проживали 148 осіб, усі — болгари.
Розподіл населення за віком у 2011 році:
Динаміка населення: